# Campeonato de Euskadi del Cuatro y Medio 2007
La IXX edición del Campeonato de Euskadi del Cuatro y Medio, competición de pelota vasca en la variante de pelota mano profesional de primera categoría, se disputó en el año 2007. Fue organizada conjuntamente por Asegarce y ASPE, las dos principales empresas dentro del ámbito profesional de la pelota a mano.
Titín III fue el campeón, después de vencer por 22 a 15 a Abel Barriola en la final disputada en el Frontón Ogueta de Vitoria el día 2 de diciembre de 2007.

## Pelotaris
| - Pelotaris de Asegarce: - Agirre - Arretxe II - Bengoetxea VI - Esain - Koka - Leiza - Mendizabal I - Olaizola II - Peñagarikano - Retegi Bi - Saralegi |  | - Pelotaris de ASPE: - Barriola - Berasaluze IX - Chafee - Del Rey - Galarza V - Goñi II - González - Martínez de Irujo - Titín III - Xala - Zubieta |

## Primera ronda
| Fecha    | Frontón y localidad          | Rojo          | Azul          | Tanteo |
| -------- | ---------------------------- | ------------- | ------------- | ------ |
| 13/10/07 | Labrit, Pamplona             | Bengoetxea VI | Mendizabal    | 22-08  |
| 06/10/07 | Resti, Zaldivia              | Chafee        | Del Rey       | 15-22  |
| 11/10/07 | Artunduaga, Basauri          | Koka          | Galarza V     | 22-04  |
| 06/10/07 | Municipal de Larrondo, Lujua | Agirre        | Zubieta       | 22-18  |
| 07/10/07 | Astelena, Éibar              | Goñi II       | Esain         | 22-06  |
| 14/10/07 | Astelena, Éibar              | Xala          | Saralegi      | 22-14  |
| 12/10/07 | Astelena, Éibar              | González      | Leiza         | 22-18  |
| 08/10/07 | Beotibar, Tolosa             | Arretxe II    | Berasaluze IX | 18-22  |

## Octavos de final
| Fecha    | Frontón y localidad | Rojo    | Azul                   | Tanteo |
| -------- | ------------------- | ------- | ---------------------- | ------ |
| 21/10/07 | Astelena, Éibar     | Goñi II | Bengoetxea VI          | 10-22  |
| 22/10/07 | Beotibar, Tolosa    | Xala    | Del Rey                | 22-05  |
| 20/10/07 | Labrit, Pamplona    | Koka    | González               | 20-22  |
| 19/10/07 | Gurea, Azcoitia     | Agirre  | Berasaluze IX (lesión) | 06-08  |

## Cuartos de final
| Fecha    | Frontón y localidad               | Rojo              | Azul              | Tanteo |
| -------- | --------------------------------- | ----------------- | ----------------- | ------ |
| 28/10/07 | Atano III, San Sebastián          | Barriola          | Bengoetxea VI     | 22-07  |
| 27/10/07 | Labrit, Pamplona                  | Titín III         | Xala              | 22-07  |
| 27/10/07 |                                   | Martínez de Irujo | González (Lesión) | 22-0   |
| 26/10/07 | Municipal de Valmaseda, Valmaseda | Olaizola II       | Agirre            | 22-09  |

## Liguilla de Semifinales
| Fecha    | Frontón y localidad      | Rojo                       | Azul        | Tanteo |
| -------- | ------------------------ | -------------------------- | ----------- | ------ |
| 03/11/07 | Astelena, Éibar          | Titín III                  | Barriola    | 18-22  |
| 04/11/07 | Labrit, Pamplona         | Martínez de Irujo          | Olaizola II | 11-22  |
| 10/11/07 | Labrit, Pamplona         | Martínez de Irujo          | Titín III   | 08-22  |
| 11/11/07 | Atano III, San Sebastián | Olaizola II                | Barriola    | 18-22  |
| 18/11/07 |                          | Martínez de Irujo (lesión) | Barriola    | 0-22   |
| 17/11/07 | Ogueta, Vitoria          | Olaizola II                | Titín III   | 19-22  |

### Clasificación de la liguilla
| Pelotari | Pelotari          | Partidos jugados | Partidos ganados | Partidos perdidos | Puntos a favor | Puntos en contra | Dif. |
| -------- | ----------------- | ---------------- | ---------------- | ----------------- | -------------- | ---------------- | ---- |
| 1        | Barriola          | 3                | 3                | 0                 | 66             | 36               | +30  |
| 2        | Titín III         | 3                | 2                | 1                 | 62             | 49               | +13  |
| 3        | Olaizola II       | 3                | 1                | 2                 | 59             | 55               | +4   |
| 4        | Martínez de Irujo | 2                | 0                | 3                 | 19             | 66               | -47  |

## Final
| Fecha    | Frontón y localidad | Rojo      | Azul     | Tanteo |
| -------- | ------------------- | --------- | -------- | ------ |
| 02/12/07 | Ogueta, Vitoria     | Titín III | Barriola | 22-15  |

- Datos: Q4892168